# Pontonia manningi
Pontonia manningi is een garnalensoort uit de familie van de Palaemonidae. De wetenschappelijke naam van de soort is voor het eerst geldig gepubliceerd in 2000 door Fransen.